# Campeonato Sergipano de Futebol de 2017 - Série A2
O Campeonato Sergipano da Série A2 de 2017 foi a 28ª edição do torneio e corresponde à segunda divisão do futebol do estado de Sergipe em 2017. O campeão foi o Socorrense, que conquistou seu segundo título da história.

## Previsões do Campeonato
Depois de a competição tomar as maiores proporções da sua história nos anos de 2011 e 2012, de ter uma baixa no ano de 2013 e de ter mostrado uma grande competitividade em 2015 e 2016 a segunda divisão estadual de 2017 pretender ser bem acirrada. Isso porque a edição de 2016 contou com a participação 12 clubes brigando pela classificação ao mata mata até a ultima rodada. Por meio de planejamento antecipado Lagartense, América de Propriá e Olímpico entram como favorito ao acesso do Sergipano A1 de 2018, correm por fora Sete de Junho e Socorrense.
Com as novas medidas tomada pela Federação Sergipana de Futebol de profissionalizar cada vez mais o futebol de Sergipe, muitos clubes tradicionais do estado correm atrás a se adequar as exigências e participar do certame devido. Clubes que estão aptos a jogar a Série A2, América de Propriá, Aracaju, Força Jovem Aquidabã, Independente, Propriá, Guarany-SE, Boquinhense, Canindé e Sete de Junho.
Participantes da Série A2 de 2017
Já demonstraram interesse no campeonato este ano América de Propriá e Propriá da cidade de Propriá, Aracaju, Canindé, Boquinhense, Socorrense, Guarany-SE, Independente, Maruinense, Olímpico e América de Pedrinhas esse último depende de documentos da CBF para ser confirmado no torneio.

## Formato

### Regulamento
Primeira Fase
As associações serão distribuídas em grupos regionalizados. As equipes de cada grupo disputarão jogos de ida entre si e se classificam para a segunda fase as semifinais o melhores times de cada grupo e o melhores segundo colocado. 
Fase Final
A fase final ira ser dividade em semifinais e final respectivamente. Campeão e vice garantem o acesso à Série A1 de 2018.
A Associação vencedora do confronto Final da Fase Final será declarada Campeã do Campeonato Sergipano de Futebol Profissional da Série A2 de 2017 e será a primeira representante Série A1 de 2018.
A Associação que ficar na segunda posição do confronto Final da Fase Final será declarada Vice-Campeã do Campeonato Sergipano de Futebol Profissional da Série A-2 de 2017 e será a segunda representante Série A1 de 2018.

### Critério de desempate
Os critérios de desempate serão aplicados na seguinte ordem:
1. Maior número de vitórias
2. Maior saldo de gols
3. Maior número de gols pró (marcados)
4. Maior número de gols contra (sofridos)
5. Confronto direto
6. Sorteio

## Primeira Fase
|  | Equipes classificadas às semifinais |
|  | Equipes eliminadas                  |

### Grupo A
| Pos | Times           | Pts | J | V | E | D | GP | GC | SG  | Zona de classificação           |
| --- | --------------- | --- | - | - | - | - | -- | -- | --- | ------------------------------- |
| 1   | Socorrense      | 14  | 6 | 4 | 2 | 0 | 9  | 1  | 8   | Classificado para as Semifinais |
| 2   | Olímpico        | 12  | 6 | 3 | 3 | 0 | 11 | 3  | 8   | Classificado para as Semifinais |
| 3   | Sete de Junho   | 11  | 6 | 3 | 2 | 1 | 17 | 6  | 11  | Eliminados                      |
| 4   | Independente-SE | 10  | 6 | 3 | 1 | 2 | 10 | 7  | 3   | Eliminados                      |
| 5   | Coritiba-SE     | 5   | 6 | 1 | 2 | 3 | 5  | 10 | -5  | Eliminados                      |
| 6   | Boquinhense     | 2   | 6 | 0 | 2 | 4 | 3  | 12 | -9  | Eliminados                      |
| 7   | Aracaju         | 2   | 6 | 0 | 2 | 4 | 2  | 18 | -16 | Eliminados                      |

| Pos | 1ª  | 2ª  | 3ª  | 4ª  | 5ª  | 6ª  | 7ª  |
| --- | --- | --- | --- | --- | --- | --- | --- |
| 1   | SOC | OLI | SJU | OLI | SOC | SOC | SOC |
| 2   | ARA | SJU | OLI | SOC | OLI | OLI | OLI |
| 3   | BOQ | SOC | SOC | SJU | SJU | SJU | SJU |
| 4   | COR | ARA | IND | IND | IND | IND | IND |
| 5   | OLI | BOQ | BOQ | COR | COR | COR | COR |
| 6   | IND | COR | COR | BOQ | BOQ | BOQ | BOQ |
| 7   | SJU | IND | ARA | ARA | ARA | ARA | ARA |

|  |                                  |
|  | Classificados para as Semifinais |
|  | Eliminados na Fase               |

### Grupo B
| Pos | Times                | Pts | J | V | E | D | GP | GC | SG  | Zona de classificação           |
| --- | -------------------- | --- | - | - | - | - | -- | -- | --- | ------------------------------- |
| 1   | Guarany-SE           | 14  | 6 | 4 | 2 | 0 | 14 | 2  | 12  | Classificado para as Semifinais |
| 2   | América de Propriá   | 14  | 6 | 4 | 2 | 0 | 12 | 2  | 10  | Classificado para as Semifinais |
| 3   | Maruinense           | 13  | 6 | 4 | 1 | 1 | 10 | 6  | 4   | Eliminados                      |
| 4   | Canindé              | 10  | 6 | 3 | 1 | 2 | 12 | 10 | 2   | Eliminados                      |
| 5   | Propriá              | 6   | 6 | 2 | 0 | 4 | 3  | 14 | -11 | Eliminados                      |
| 6   | Força Jovem Aquidabã | 1   | 6 | 0 | 1 | 5 | 1  | 8  | -7  | Eliminados                      |
| 7   | Rosário Central      | 1   | 6 | 0 | 1 | 5 | 1  | 11 | -10 | Eliminados                      |

| Pos | 1ª  | 2ª  | 3ª  | 4ª  | 5ª  | 6ª  | 7ª  |
| --- | --- | --- | --- | --- | --- | --- | --- |
| 1   | AME | PRO | AME | AME | AME | AME | GUA |
| 2   | CAN | AME | PRO | CAN | GUA | GUA | AME |
| 3   | PRO | CAN | GUA | PRO | CAN | MAR | MAR |
| 4   | GUA | GUA | CAN | GUA | MAR | CAN | CAN |
| 5   | RCE | MAR | MAR | MAR | PRO | PRO | PRO |
| 6   | AQU | RCE | AQU | AQU | AQU | AQU | AQU |
| 7   | MAR | AQU | RCE | RCE | RCE | RCE | RCE |

|  |                                  |
|  | Classificados para as Semifinais |
|  | Eliminados na Fase               |

### Desempenho por rodada
|         | Rodadas | Rodadas | Rodadas | Rodadas | Rodadas | Rodadas | Rodadas |
| ------- | ------- | ------- | ------- | ------- | ------- | ------- | ------- |
| 1       | 2       | 3       | 4       | 5       | 6       | 7       |         |
| Grupo A | SOC     | OLI     | SJU     | OLI     | SOC     | SOC     | SOC     |
| Grupo B | AME     | PRO     | AME     | AME     | AME     | AME     | GUA     |

|         | Rodadas | Rodadas | Rodadas | Rodadas | Rodadas | Rodadas | Rodadas |
| ------- | ------- | ------- | ------- | ------- | ------- | ------- | ------- |
| 1       | 2       | 3       | 4       | 5       | 6       | 7       |         |
| Grupo A | SJU     | IND     | ARA     | ARA     | ARA     | ARA     | ARA     |
| Grupo B | MAR     | AQU     | RCE     | RCE     | RCE     | RCE     | RCE     |

## Fases finais
Em Itálico os clubes que mandaram o primeiro jogo em casa. Em Negrito os clubes classificados para a próxima fase.
|  | Semifinais         | Semifinais | Semifinais | Semifinais |       |          | Final | Final | Final | Final |
|  |                    |            |            |            |       |          |       |       |       |       |
|  | América de Propriá | 1          | 0          | 1          |       |          |       |       |       |       |
|  | Socorrense         | 2          | 0          | 2          |       |          |       |       |       |       |
|  | Socorrense         | 2          | 0          | 2          |       | Olímpico | 0     | 1     | 1 (3) |       |
|  |                    |            |            |            |       | Olímpico | 0     | 1     | 1 (3) |       |
|  |                    | Socorrense | 0          | 1          | 1 (4) |          |       |       |       |       |
|  | Olímpico           | Socorrense | 0          | 1          | 1 (4) | 1        | 3     | 4 (4) |       |       |
|  | Olímpico           |            |            |            |       | 1        | 3     | 4 (4) |       |       |
|  | Guarany-SE         | 1          | 3          | 4 (3)      |       |          |       |       |       |       |

### Premiação
| Campeonato Sergipano Série A2 de 2017 |
| Nossa Senhora do Socorro              |
| ------------------------------------- |
| Socorrense Campeão (2º título)        |

## Estatísticas

### Público por equipe
| Pos. | Equipe               | J  | Acumulado | Maior | Menor | Média |
| ---- | -------------------- | -- | --------- | ----- | ----- | ----- |
| 1    | Olímpico             | 5  | 2 621     | 850   | 330   | 524   |
| 2    | América de Propriá   | 4  | 1 104     | 431   | 100   | 368   |
| 3    | Socorrense           | 4  | 1 262     | 447   | 25    | 315   |
| 4    | Guarany              | 4  | 1 117     | 551   | 156   | 279   |
| 5    | Propriá              | 3  | 767       | 595   | 11    | 255   |
| 6    | Boquinhense          | 3  | 296       | 185   | 11    | 98    |
| 7    | Maruinense           | 3  | 271       | 121   | 68    | 90    |
| 8    | Sete de Junho        | 3  | 268       | 144   | 54    | 89    |
| 9    | Canindé              | 3  | 221       | 158   | 0     | 73    |
| 10   | Força Jovem Aquidabã | 3  | 123       | 56    | 31    | 41    |
| 11   | Rosário Central      | 3  | 106       | 50    | 25    | 35    |
| 12   | Independente         | 3  | 84        | 45    | 6     | 28    |
| 13   | Coritiba-SE          | 3  | 37        | 24    | 4     | 12    |
| 14   | Aracaju              | 3  | 25        | 14    | 2     | 8     |
| –    | Total                | 47 | 7 871     | 850   | 0     | 167   |

### Maiores públicos
Esses são os dez maiores públicos do Campeonato:
Fonte: Federação Sergipana